# Kolya
Kolya (tit.orig. Kolja) è un film del 1996 diretto da Jan Svěrák che ha vinto l'Oscar al miglior film straniero.

## Trama
František, un talentuoso violoncellista cacciato dall'Orchestra Filarmonica Ceca poiché il fratello era fuggito in occidente, per sopravvivere suona in un'orchestrina ai funerali. Gli viene proposto, dietro la consegna di una grossa somma di denaro, di sposare per procura una giovane russa, che presto lo abbandona per fuggire in occidente e lasciandogli il figlio di cinque anni, Kolya. All'inizio il compito di accudirlo è molto difficile, anche perché il bambino parla solo russo, ma in seguito vi si affeziona al punto che, quando l'assistente sociale vuole toglierglielo, fa di tutto per tenerlo con sé.
Un giorno Kolya si ammala di tonsillite e il violinista chiede aiuto alla sua amica che canta nell'orchestrina dei funerali. Nel frattempo in Cecoslovacchia avviene la Rivoluzione di velluto e la caduta del comunismo permette alla madre di tornare e riprendersi il figlio. L'enorme dolore provato a causa della separazione dal bambino viene in parte mitigato quando František viene reintegrato nella Orchestra Filarmonica Ceca.

## Accoglienza
Sull'aggregatore di recensioni Rotten Tomatoes, il film riporta un indice di approvazione del 96% basato su 25 recensioni, con un punteggio medio di 7,90/10.

## Riconoscimenti
- Premi Oscar 1997: miglior film straniero
- Golden Globe 1997: miglior film straniero
- Tokyo International Film Festival 1996: Grand Prix e Premio per la miglior sceneggiatura